# همت أباد (سلماس)
همت‌ أباد هي قرية في مقاطعة سلماس، إيران. عدد سكان هذه القرية هو 308 في سنة 2006.